# Claude Gregory
Claude Andre Gregory (Washington D. C., 26 de diciembre de 1958) es un exjugador de baloncesto estadounidense que jugó dos temporadas en la NBA, además de hacerlo en la liga ACB, la liga italiana y la liga francesa. Con 2,03 metros de estatura, lo hacía en la posición de ala-pívot.

## Trayectoria deportiva

### Universidad
Jugó durante cuatro temporadas con los Badgers de la Universidad de Wisconsin-Madison, en las que promedió 15,9 puntos y 8,2 rebotes por partido. Tiene el récord de rebotes de la historia de los Badgers, con 904. En su última temporada fue elegido en el segundo mejor quinteto de la Big Ten Conference.

### Profesional
Fue elegido en la cuadragésimo primera posición del Draft de la NBA de 1981 por Washington Bullets, pero fue despedido antes del comienzo de la temporada. Acepta entonces marcharse a jugar a la liga española fichando por el recién creado equipo del Zaragoza Skol, donde se convierte en el primer jugador extranjero en vestir su camiseta. Acabó la temporada como tercer mejor anotador y segundo reboteador de la liga. Al año siguiente ficha por el Basconia, donde acaba como máximo anotador de la competición, promediando 30,9 puntos por partido.
Regresa en 1984 para jugar en los Evansville Thunder de la CBA, donde juega hasta que en 1986 firma un contrato de 10 días con los Washington Bullets, pero solo disputa dos minutos repartidos en dos partidos en los que anota dos puntos. Vuelve a la CBA para jugar dos temporadas en los La Crosse Catbirds, siendo en ambas elegido en el mejor quinteto de la liga y convocado para disputar el All-Star Game. Su actuación en la liga le hizo merecedor de aparecer en el equipo del 50 aniversario de la competición.
Con la temporada 1987-88 bastante avanzada, ficha por 10 días por Los Angeles Clippers, siendo renovado hasta el final de la misma. Allí disputa 23 partidos, 2 como titular, en los que promedia 5,8 puntos y 4,1 rebotes. Su mejor actuación sería en un partido ante Golden State Warriors, consiguiendo un doble-doble, con 15 puntos y 12 rebotes. Al año siguiente regresa a Europa, para fichar por el Pau-Orthez de la liga francesa, marchándose al año siguiente a la liga italiana fichando por el Cantine Riunite Reggio Emilia, pero solo disputa dos partidos en los que promedia 15,5 puntos y 6 rebotes antes de ser despedido.
En 1990 ficha por el Dyc Breogán de la liga ACB, donde juega 18 partidos en los que promedia 18,4 puntos y 8,6 rebotes, antes de ser cortado en el mes de diciembre, siendo sustituido por Mike Giomi.

## Estadísticas de su carrera en la NBA

### Temporada regular
| Temporada | Edad | Equipo               | Liga | P  | TIT | MIN  | TC  | TCA | %TC  | 3P  | 3PA | %3P  | TL  | TLA | %TL  | R.OF. | R.DEF. | REB | ASIS | ROB | TAP | PER | FP  | PTS |
| 1985-86   | 27   | Washington Bullets   | NBA  | 2  | 0   | 1.0  | 0.5 | 1.0 | .500 | 0.0 | 0.0 |      | 0.0 | 0.0 |      | 1.0   | 0.0    | 1.0 | 0.0  | 0.5 | 0.0 | 1.0 | 0.5 | 1.0 |
| 1987-88   | 29   | Los Angeles Clippers | NBA  | 23 | 2   | 13.6 | 2.7 | 5.8 | .455 | 0.0 | 0.0 | .000 | 0.5 | 1.6 | .333 | 1.6   | 2.5    | 4.1 | 0.7  | 0.4 | 0.6 | 1.0 | 1.6 | 5.8 |
| Total     |      |                      | NBA  | 25 | 2   | 12.6 | 2.5 | 5.4 | .456 | 0.0 | 0.0 | .000 | 0.5 | 1.4 | .333 | 1.6   | 2.3    | 3.9 | 0.6  | 0.4 | 0.5 | 1.0 | 1.5 | 5.4 |